# 151P/Хелин
Комета Хелин (151P/Helin) — короткопериодическая комета из семейства Юпитера, которая была обнаружена американским астрономом Элеанор Хелин на фотопластинах, полученных 24 и 26 августа 1987 года её коллегой Дж. Мюллером с помощью 1,22-метрового телескопа Ошина в Паломарской обсерватории. Она была описана как слабодиффузный объект 16,5 m звёздной величины с центральной конденсацией. Комета обладает довольно коротким периодом обращения вокруг Солнца — чуть более 14,0 лет.

Орбита кометы Хелин и её положение в Солнечной системе

Первая эллиптическая орбита была рассчитана британским астрономом Брайаном Марсденом на основании позиций кометы, полученных в период с 24 августа по 18 сентября. Как следовало из этих вычислений комета прошла перигелий 12 августа на расстоянии 2,58 а. е. от Солнца и имела период обращения 14,2 года. Наблюдения за кометой продолжались на протяжении более полугода, вплоть до 13 февраля 1988 года. 
Первое восстановление кометы было сделано 20 июня 2001 года испанскими астрономами М. Бушем, А. Сейбом, Ф. Хормутом, Р. Штоссом, А. Гнадигом и А. Допплером в виде точечного объекта 20,0 m звёздной величины. Текущее положение кометы указывало на необходимость корректировки орбиты всего на 1 сутки. В этот раз комета наблюдалась уже на протяжении почти 1,5 лет, вплоть до 17 декабря 2001 года.

## Сближение с планетами
В течение XX века комета дважды подходила к Сатурну на расстояние ближе, чем 1 а. е. В XXI веке ожидается ещё одно подобное сближение, но на этот раз с Юпитером.
- 0,87 а. е. от Сатурна 1 декабря 1951 года;
- 0,36 а. е. от Сатурна 14 января 1981 года;
- 0,80 а. е. от Юпитера 29 июня 2073 года.